# Stammliste der Székely von Kövend

Das Allianzwappen der Székely/Zekel-Széchy von Zacharias Bartsch, Steiermärkisches Wappenbuch von 1567

Die Stammliste der Székely von Kövend, die sich auch Zekel oder ähnlich nannten, basiert überwiegend auf der „genealogisch-biographischen Skizze“ die der slowenische Geistliche Matija Slekovec zum Ende des 19. Jahrhunderts veröffentlichte.

## Stammliste
Blasius Székely; († 5. September 1449), gefallen bei Kaschau, ⚭ N., Tochter des Johann Woik Buthi und Gattin Elisabeth Morsinai.
1. Johann; († 19. Oktober 1448), gefallen auf dem Amselfeld, ⚭ N. N.
  1. Johann; Priester, 1504 als Propst in Gran genannt.
  2. Benedikt; urkundlich 1490 erwähnt.
2. Thomas; Priester, 1453 Prior in Warna.
3. Emerich; († nicht vor 1486), Offizier bei König Matthias Corvinus.
4. Jakob I.; (* um 1440 in Kövend, † 27. August 1504 in Olsnitz), ⚭ Margarethe, Tochter des Nikolaus Széchy von Oberlimbach und seiner zweiten Gattin Katharina Witowetz.
  1. Margarethe; ⚭ Johann Banffy von Unterlimbach und Buzád-Hahót, († 30. Januar 1534).
  2. Elisabeth; Nonne in Ofen/Buda.
  3. Katharina; († 1495) in Friedau.
  4. Susanne; ⚭ Wolf Engelbrecht von Auersperg.
  5. Franz; († 1497) in Friedau.
  6. Lukas; (* 1500, † 1575 in Friedau), ⚭1, (1525), Margarethe von Mainburg, († 1538), ⚭2 Katharina Imbresi (Imbrimovič).
    1. [1] Jakob II.; (* 1530, † 1583), ⚭1, (1560), Sophia von Herberstein, († 25. Februar 1578), ⚭2, Margarete Gräfin von Erdődy.
      1. [1] Helene; ⚭ Georg von Stubenberg, Herr auf Wurmberg.
      2. [1] Karl; († 1606), ⚭ Anna, Tochter des Freiherrn Simon von Keglevich de Buzin, († 1576 in Varasd) und seiner Gattin Magdalena Petheö de Gerse.
        1. Michael;
        2. Peter;
        3. Johann Georg; (* 1598, † 22. September 1612).
        4. Franz Sigmund; († 1645), ⚭ Barbara von Tschernembl.

      3. [1] Maria;
      4. [1] Elisabeth;
      5. [1] Georg; (* 1563, † 1590), ⚭ Sophia, († 12. Februar 1606), Tochter des István von Perényi, Obergespan von Ugocsa und seiner Gattin Anna Dobó de Ruszka.
        1. Jakob; † als Kind.

      6. [2] Nikolaus;

    2. [1] Katharina; ⚭1, (7. Juni 1552 in Friedau), Michael von Perényi, († 25. Dezember 1557), ⚭2, Kaspar Freiherr von Draschkowitsch, 1625 Schlossherr in Luttenberg.
    3. [1] Helene; (* 1539; † 14. März 1579 in Horn (Niederösterreich)) ⚭1 Georg Freiherr von Pögl (* ca. 1526; † 11. März 1557), Sohn des Sebald Pögl der Jüngere, ⚭2 (1560) Rüdiger von Starhemberg, (* 10. Dezember 1534 in Eferding; † 5. Dezember 1582 in Schloss Schönbühel, Niederösterreich).
    4. [2] Michael; (* 1540, † 1603), ⚭ Elisabeth Freiin von Pögl, Tochter des Adam Pögl und seiner Gattin Margarete Stadler.
      1. Friedrich; ⚭ Elisabeth von Idungspeug.

  7. Eustachia; († 1501) in Friedau.
  8. Barbara; († 1497) in Friedau.
5. Eleonora; († nach 1504), ⚭ Bernhard von Thurocz.
6. Ursula; († nach 1504), ⚭ Johann Freiherr von Rauber.
7. Pudentiana; († nach 1504).
8. Nikolaus; († vor 29. September 1517), ⚭ Ursula Gyulafi von Ratold.
  1. Stephan; 1508 als Burghauptmann von Dobrakutya[1] genannt.
    1. Cecilia;

  2. Magdalena; († nach 1549), ⚭1 Thomas Széchy von Oberlimbach, († 1526), gefallen in der Schlacht bei Mohács ⚭2 Alexius Thurzó von Bethlenfalva, († 1543), ⚭3 Johann von Pernstein (1487–1548).
  3. Klara; († nach 1548), ⚭ Peter Perényi, (* 1502, † 1548).
  4. Franz; (* 1510).
  5. Michael;
  6. Ladislaus;
  7. Jakob;